# Ferme solaire de Finley
Pour les articles homonymes, voir Finley.
La ferme solaire de Finley est une centrale photovoltaïque située près de Finley en Nouvelle-Galles du Sud, en Australie.

## Description
Elle est développée par ESCO Pacific en 2019 et construite et mise en service par Signal Energy Australia Pty Ltd.
Le coût total du projet est estimé à 170 millions de dollars australiens. ESCO vend le projet à John Laing Group le 12 novembre 2018 en même temps que Westpac et ANZ Banks s'engageaient à financer le développement par emprunt.
La ferme solaire a un contrat d'achat d'électricité de sept ans pour fournir de l'électricité à BlueScope Steel.